# ユロン
ユロン（学名：Yulong）は、中華人民共和国で発見されたオヴィラプトル科の恐竜。河南省に分布する上部白亜系の秋扒層から幼若個体の化石が発見されている。タイプ種はYulong miniで、属名は河南省の略称である「豫」と空想上の動物である「龍」、種小名は英語で「小さい」を意味する"mini"に由来する。別のカナ転写表記としてユイロン、ユーロンがある。

## 発見と命名
ユロンは、呂君昌やフィリップ・J・カリーらによって2013年に記載された。模式種はユロン・ミニ(Yulong mini) とされた。属名は中国語の「豫 (Yù)」（河南省を表す略称）および、竜を意味ししばしば古代ギリシャ語のsaurus（トカゲ、爬虫類）の代わりに使われる「龙(lóng )」の組み合わせである。種小名 miniは標本の小ささに由来する。
ユロンは5体のシンタイプで知られる。HGM 41HIII-0107は、非常に良く保存された全身骨格で頭骨や下顎骨も含む。頭骨と首の付け根だけが失われている。HGM 41HIII-0108は、下顎骨のない頭骨。HGM 41HIII-0109は頭骨と下顎骨を含む部分骨格。HGM 41HIII-0110は下顎骨を含む断片的な頭骨といくつかの頚椎。そして HGM 41HIII-0111は左の腸骨である。追加の標本も記載が進められている。26個の卵が遺されていた巣から見つかった卵のうちの一つには、驚くべき事に胚が保存されていた。

## 記載
オヴィラプトル類の全長は1～8ｍの間くらいが一般的だが、ユロンはニワトリ大と記載された。見つかったほとんどのユロンの個体の全長は25～50cmほどで、史上最小のオヴィラプトル類として知られている。
記載者らはいくつかの独自の形質を提唱した。前眼窩窓の上部端とクチバシの後ろ側上部端が同じ高さに位置するといったものだ。系統的には、ギガントラプトルと他のオヴィラプトル科の間に位置する派生的な動物とされている。個体発生の段階にかかわらず、後肢の比率は、肉食恐竜より植物食恐竜により普通に見られ、このことは、オヴィラプトル科が肉食より植物食だったという説を多少支持するものかもしれないらしい。